# 賈耐勞

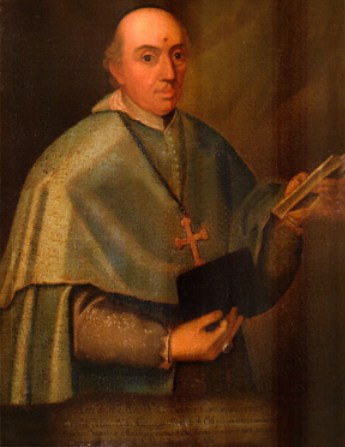
賈耐勞主教畫像

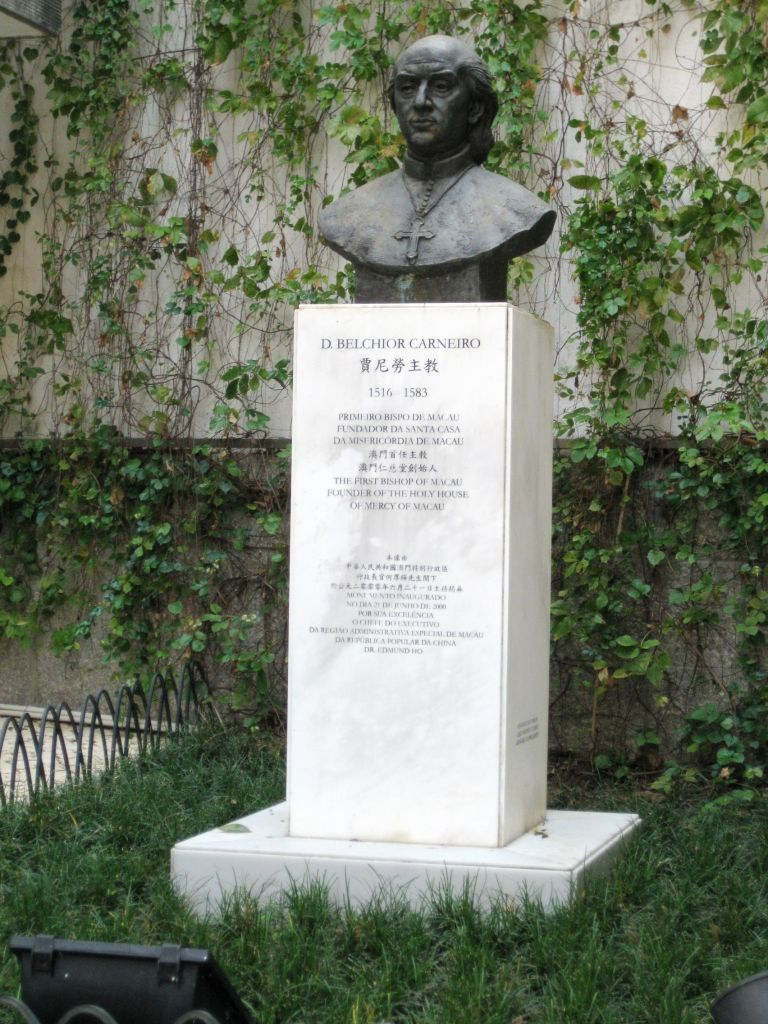
在澳門仁慈堂的賈耐勞主教半身像

賈耐勞主教（1516年—1583年8月19日），出生於葡萄牙科英布拉，為天主教澳門教區首任主教。長年致力在澳門進行傳教、公益及慈善工作。另外，賈耐勞主教同時曾於1577年至1581年期間擔任埃塞俄比亚的宗主教。。賈耐勞的葡萄牙語名字命名了澳門的高園街（葡萄牙語：Rua de D. Belchior Carneiro）。

## 生平
賈耐勞於1516年在葡萄牙中部的科英布拉出生。1543年3月14日成為耶稣会士並於同年4月25日晉鐸，1551年擔任耶穌會於埃武拉學院(埃武拉大學前身)的第一任校長。
1555年獲教宗儒略二世任命為尼西亞（今土耳其）主教及埃塞俄比亚助理宗主教。於1565年9月應教宗請求前往澳門管理教務，並負責在中國和日本進行傳教工作。到達澳門前曾於马六甲停留一段時間。
1568年抵達澳門，並於抵澳一年後（即1569年）創立了聖辣非醫院，同時接收天主教徒及非教徒病人。另外在賈耐勞的倡議下創立了澳門第一間歐洲慈善機構仁慈堂，負責慈善救濟的工作。同時也在當時位處城郊的望德聖母堂隔壁開設麻瘋病院去照顧麻瘋病人。
1576年成立天主教澳門教區，獲委為首任主教負責領導遠東教務。雖然一生從未到過埃塞俄比亚。但於1577年獲委任成為埃塞俄比亚的宗主教。
1581年辭去所有教務後，居於聖安多尼堂側的耶稣会宿舍。

1583年8月19日在澳門蒙主寵召，享年67歲。葬於天主之母教堂，後移骨殖於大堂。

## 其他參考
- 文德泉蒙席（Monsenhor Manuel Teixeira）, "Bispos, Missionários, Igrejas e Escolas: no IV Centenário da Diocese de Macau" (Macau e a sua Diocese, Vol. 12), Macau, Tipografia da Missão do Padroado, 1976
- 文德泉蒙席（Monsenhor Manuel Teixeira）, "Vultos marcantes em Macau", Direcção dos Serviços de Educação e Cultura, 1982.

## 外部連結
- 天主教澳門教區官方網頁 （页面存档备份，存于）